# Whalers Church
Whalers Church (svenska: Valfångarkyrkan) är en kyrka i Grytviken i Sydgeorgien. Kyrkan prefabricerades i Norge, skickades med fartyg över havet och uppfördes i Grytviken av valfångare under ledning av Carl Anton Larsen. Juldagen 1913 invigdes kyrkan. 1922 hölls i kyrkan en begravningsgudstjänst för Ernest Shackleton som därefter begravdes på dess kyrkogård. Förste prästen i kyrkan hette Kristen Løken. Hans position har varit vakant sedan 1931.